# Stenocranus elongatus
Stenocranus elongatus är en insektsart som beskrevs av Matsumura 1935. Stenocranus elongatus ingår i släktet Stenocranus och familjen sporrstritar. Inga underarter finns listade i Catalogue of Life.